# Delta Machine
Albums de Depeche Mode
Sounds of the Universe
(2009) Spirit
(2017)
Singles
1. Heaven
Sortie : 5 février 2013
2. Soothe My Soul
Sortie : 6 mai 2013
3. Should Be Higher
Sortie : 11 octobre 2013

Delta Machine est le treizième album studio du groupe anglais Depeche Mode, dont la parution dans le monde s'étale du 22 au 29 mars 2013, il paraît en Europe sur le label Sony Music Entertainment, et aux États-Unis sur Columbia Records.
Enregistré en 2012 à Santa Barbara, en Californie, et à New York, cet album a été produit par Ben Hillier et mixé par Flood (déjà présent lors des enregistrements de Violator en 1990 et de Songs of Faith and Devotion en 1993). Une édition "deluxe" est également éditée, contenant un disque bonus incluant quatre morceaux, ainsi qu'un livret de 28 pages illustré par des photos d'Anton Corbijn.
L'album, qui reçoit des critiques en majorité positives, est précédé par la parution du premier single Heaven, dévoilé le 1er février 2013 avant d'être commercialisé quelques jours plus tard. La tournée mondiale démarre le 4 mai par un concert en France, à Nice.
Fin 2013, les ventes de l'album dans le monde s'élèvent à plus d'un million d'exemplaires (dont plus de 800 000 écoulés entre mars et juin de cette même année).

## Liste des titres
Toutes les chansons sont écrites et composées par Martin L. Gore, sauf exception notée.
| No  | Titre                                     | Auteur                  | Durée |
| --- | ----------------------------------------- | ----------------------- | ----- |
| 1.  | Welcome to My World                       |                         | 4:56  |
| 2.  | Angel                                     |                         | 3:57  |
| 3.  | Heaven                                    |                         | 4:03  |
| 4.  | Secret to the End                         | Dave Gahan, Kurt Uenala | 5:12  |
| 5.  | My Little Universe                        |                         | 4:24  |
| 6.  | Slow                                      |                         | 3:45  |
| 7.  | Broken                                    | Dave Gahan, Kurt Uenala | 3:58  |
| 8.  | The Child Inside (chanté par Martin Gore) |                         | 4:16  |
| 9.  | Soft Touch/Raw Nerve                      |                         | 3:26  |
| 10. | Should Be Higher                          | Dave Gahan, Kurt Uenala | 5:04  |
| 11. | Alone                                     |                         | 4:29  |
| 12. | Soothe My Soul                            |                         | 5:22  |
| 13. | Goodbye                                   |                         | 5:03  |

| CD bonus de l'édition spéciale / Édition Vinyle (2xLP) | CD bonus de l'édition spéciale / Édition Vinyle (2xLP) | CD bonus de l'édition spéciale / Édition Vinyle (2xLP) | CD bonus de l'édition spéciale / Édition Vinyle (2xLP) | CD bonus de l'édition spéciale / Édition Vinyle (2xLP) | CD bonus de l'édition spéciale / Édition Vinyle (2xLP) | CD bonus de l'édition spéciale / Édition Vinyle (2xLP) | CD bonus de l'édition spéciale / Édition Vinyle (2xLP) | CD bonus de l'édition spéciale / Édition Vinyle (2xLP) | CD bonus de l'édition spéciale / Édition Vinyle (2xLP) |
| No                                                     | Titre                                                  | Auteur                                                 | Durée                                                  |                                                        |                                                        |                                                        |                                                        |                                                        |                                                        |
| ------------------------------------------------------ | ------------------------------------------------------ | ------------------------------------------------------ | ------------------------------------------------------ | ------------------------------------------------------ | ------------------------------------------------------ | ------------------------------------------------------ | ------------------------------------------------------ | ------------------------------------------------------ | ------------------------------------------------------ |
| 1.                                                     | Long Time Lie                                          | Gore, Gahan                                            | 4:25                                                   |                                                        |                                                        |                                                        |                                                        |                                                        |                                                        |
| 2.                                                     | Happens All the Time                                   | Gahan, Uenala                                          | 4:20                                                   |                                                        |                                                        |                                                        |                                                        |                                                        |                                                        |
| 3.                                                     | Always                                                 |                                                        | 5:07                                                   |                                                        |                                                        |                                                        |                                                        |                                                        |                                                        |
| 4.                                                     | All That's Mine                                        | Gahan, Uenala                                          | 3:23                                                   |                                                        |                                                        |                                                        |                                                        |                                                        |                                                        |
| 17:15                                                  |                                                        |                                                        |                                                        |                                                        |                                                        |                                                        |                                                        |                                                        |                                                        |

| 18. | Heaven (Live Studio Session) | 3:52 |

## Crédits
Depeche Mode
- Dave Gahan – chant
- Martin Gore – guitare, synthés, chœurs, chant
- Andy Fletcher - synthés

Autres
- Ben Hillier - producteur
- Flood - mixage
- Anton Corbijn - design, photographies
- Daniel Miller - A&R

## Classements et certifications
| Chart (2013)                              | Meilleure place |
| ----------------------------------------- | --------------- |
| Allemagne (Media Control AG)              | 1               |
| Australie (ARIA)                          | 16              |
| Autriche (Ö3 Austria Top 40)              | 1               |
| Belgique (Flandre Ultratop)               | 2               |
| Belgique (Wallonie Ultratop)              | 1               |
| Canada (Billboard Canadian Albums)        | 2               |
| Corée du Sud - Gaon Chart                 | 77              |
| Croatie                                   | 1               |
| Danemark (Tracklisten)                    | 1               |
| Écosse (OCC)                              | 3               |
| Espagne (Promusicae)                      | 3               |
| Estonie                                   | 1               |
| États-Unis (Billboard 200)                | 6               |
| États-Unis (Billboard Alternative Albums) | 1               |
| États-Unis (Billboard Top Rock Albums)    | 1               |
| Finlande (Suomen virallinen lista)        | 3               |
| France (SNEP)                             | 2               |
| Grèce - IFPI                              | 2               |
| Hongrie - Mahasz                          | 1               |
| Irlande - Irish Albums Chart              | 2               |
| Italie (FIMI)                             | 1               |
| Japon - Oricon                            | 51              |
| Mexique - Top 100 Mexico                  | 3               |
| Norvège (VG-lista)                        | 2               |
| Nouvelle-Zélande (RIANZ)                  | 24              |
| Pays-Bas (Mega Album Top 100)             | 3               |
| Pologne - ZPAV                            | 1               |
| Portugal (AFP)                            | 3               |
| République tchèque - IFPI                 | 1               |
| Royaume-Uni (UK Albums Chart)             | 2               |
| Russie                                    | 1               |
| Slovénie                                  | 2               |
| Suède (Sverigetopplistan)                 | 1               |
| Suisse (Schweizer Hitparade)              | 1               |

| Chart (2013)                                                | Position |
| ----------------------------------------------------------- | -------- |
| Autriche                                                    | 37       |
| Belgique (Région flamande) - Ultratop                       | 41       |
| Belgique (Région wallonne et Bruxelles-Capitale) - Ultratop | 11       |
| Danemark                                                    | 26       |
| Allemagne                                                   | 7        |
| Hongrie                                                     | 15       |
| Italie                                                      | 18       |
| Pologne                                                     | 4        |
| Suisse                                                      | 11       |
| États-Unis - Alternative Albums                             | 40       |
| États-Unis - Rock Albums                                    | 62       |

| Pays      | Certification | Ventes certifiées |
| --------- | ------------- | ----------------- |
| Allemagne | 3 × Or        | 300 000           |
| Autriche  | Or            | 10 000            |
| Italie    | Platine       | 60 000            |
| Suisse    | Platine       | 20 000            |